# Missbrauchsskandal von Rotherham
Als Missbrauchsskandal von Rotherham wird der organisierte sexuelle Missbrauch von Kindern und Jugendlichen zwischen den Jahren 1997 und 2013 in Rotherham, Mittelengland, bezeichnet. Der Umfang des Skandals wurde deutlich, als 2014 ein Untersuchungsbericht erschien, der die Dimension der Verbrechen bilanzierte und Behördenmitarbeitern, der Polizei und Kommunalpolitikern Verschleierung und Versagen nachwies. 1400 Kinder und Jugendliche wurden in der Stadt Rotherham, deren Umgebung und anderen Orten in Mittelengland durch hauptsächlich britisch-pakistanische „Grooming“-Banden systematisch missbraucht und sexuell versklavt. Dabei kam es zu (Gruppen-)Vergewaltigungen, Zwangsprostitution und „Trafficking“ (a) – einem Weiterreichen von einer Männergruppe zur nächsten.

## Dimension des Skandals
Bereits um das Jahr 2010 waren in Mittelengland mehrere Fälle systematischen Missbrauchs von Kindern und Jugendlichen bekannt geworden. Nach der Festnahme und Verurteilung einiger Täter in Rotherham und der 50 km westlich gelegenen Stadt Rochdale kam der Verdacht auf, dass der Missbrauch weitere Kreise gezogen hatte und von den Ordnungsbehörden, den Schulen und Jugendhilfsorganisationen weitgehend ignoriert worden war. Deswegen wurde eine unabhängige Untersuchung der sexuellen Ausbeutung von Kindern in Rotherham in Auftrag gegeben, deren Untersuchungsbericht am 26. August 2014 veröffentlicht wurde.
Zuvor war eine Sensibilisierung der Öffentlichkeit durch die 2013 unter dem Titel Girl A erschienene autobiografische Veröffentlichung eines systematisch über Jahre missbrauchten Mädchens in Rochdale in Gang gekommen.
Die von der schottischen Sozialarbeiterin und Ehrenprofessorin Alexis Jay und weiteren unabhängigen Experten im Auftrag der Bezirksverwaltung Rotherham durchgeführte Untersuchung kam zu dem Schluss, dass die Polizei weitgehend versagt hatte und dass nicht ein paar Dutzend, sondern in der Zeit zwischen 1997 und 2013 mindestens 1400 Kinder und Jugendliche über Jahre hinweg sexuell ausgebeutet worden waren. Die meisten Opfer aus den gesammelten und untersuchten Fällen waren laut Untersuchungsbericht „white British children“ (deutsch: „weiße britische Kinder“), die Täter  stammten in der Mehrheit aus der pakistanisch-britischen Gemeinde von Rotherham. Die im Bericht enthaltenen Misshandlungen umfassen Entführung, Vergewaltigung, sexuellen Missbrauch von Jugendlichen und Kindern sowie Menschenhandel und Zwangsprostitution.

## Vorgeschichte

### Missbrauchsverfahren von 2010
Im Jahr 2010 wurden fünf Männer pakistanischer Herkunft für eine Reihe von Sexualstraftaten an Mädchen im Alter von zwölf Jahren festgenommen. Die Männer hatten zu mittellosen Mädchen Beziehungen aufgebaut und sie in Autos und Parks in Rotherham vergewaltigt. Die Männer wurden vom Sheffield Crown Court abgeurteilt und im November 2010 inhaftiert. Die minderjährigen Opfer wurden von den Tätern als „dirty gori“ bezeichnet, ein Pakistani-Umgangswort für dreckige weiße Mädchen. Das Gericht merkte an: „die Botschaft muss laut und deutlich lauten, dass unsere Gesellschaft keine Sexualstraftäter tolerieren wird, die Jagd auf Kinder machen“. Zusätzlich zu ihrer Verurteilung wurden die Täter im Sexualstraftäter-Register eingetragen.

### Die Nachforschungen der Times
Im September 2012 wurde in einer Reihe von Berichten der Times, die auf vertraulichen Dokumenten von Polizei und Sozialdiensten basierten, bekanntgemacht, dass die Missbrauchsfälle viel weiter verbreitet waren, als zuvor bekannt war. Diesen Berichten zufolge gab es in Rotherham systematischen Missbrauch weißer Mädchen durch Männer meist pakistanischer Herkunft, für den die Täter nicht polizeilich verfolgt würden. Die Zeitung zitierte einen Bericht des police intelligence bureau von 2010, in dem „ein Problem lokaler und nationaler Art mit einem Netzwerk asiatischer Männer“ besprochen wird, das „besonders in Sheffield und mehr noch in Rotherham bestehe, wo es anscheinend ein erhebliches Problem mit Netzwerken von Männern aus der pakistanisch-britischen Gemeinde und der Ausbeutung von jungen weißen Frauen gebe“. Ferner wurde auf ein Dokument des Rotherham Safeguarding Children Boards verwiesen, in dem erklärt wird, die „Verbrechen hätten kulturelle Eigenschaften [...], die im Hinblick auf die soziale Diversität vor Ort heikel“ seien.
Die Polizeibehörde von South Yorkshire wies die Vorwürfe von Seiten der Times zurück; die Darstellung, dass die Behörden Informationen zurückhielten, sei eine „grobe Verzerrung und unfair gegenüber den Teams von engagierten Spezialisten, die zusammenarbeiteten, um das Problem anzugehen“.

### Reaktionen
Der Rotherhamer Abgeordnete zum House of Commons, Denis MacShane, kritisierte die Polizei wegen der Verschleierung des Ausmaßes des Missbrauchs und meinte: „Es ist klar, dass der Handel mit kaum pubertierenden Mädchen viel weiter verbreitet ist, und ich bedauere, dass die Polizei die Abgeordneten von Yorkshire nicht über die Untersuchungen unterrichtet“. Lord Ahmed forderte die Moschee-Führer in South Yorkshire auf, das Problem der sexuellen Ausbeutung deutlich anzusprechen. Er meinte, diese Frage sei ein „neues Phänomen innerhalb der asiatischen Gemeinschaft“, und es sei „wichtig, dass die Gemeinschaft, anstatt still zu schweigen […], besser darüber reden“ solle. Muhbeen Hussain, der Gründer von Rotherhams Muslimischer Jugendgruppe, äußerte, dass alle Gemeinden die Ausbeutung verurteilten und dass „wir muslimische Führer benötigen, die hinausgehen, dies verurteilen und deutlich machen, dass es falsch ist“. Der Vorsitzende des Pakistaner- und Moslem-Zentrums in Sheffield, Mohammed Ali, äußerte, die Moscheen South Yorkshires, die Imame und die Ausschussmitglieder hätten diese Situation besprochen und seien sich dessen bewusst, dass sie „angegangen werden“ müsse.
Im November 2012 wurden 58 mögliche Opfer sexueller Ausbeutung festgestellt. Der Direktor der Kinder- und Jugendlichen-Fürsorge führte die Zunahme von 50 im Vorjahr auf eine erhöhte Sensibilisierung der Öffentlichkeit zurück. Ein nationaler Bericht des Büros des Kinder-Beauftragten (Office of Children’s Commissioner), der ebenfalls im November veröffentlicht wurde, konstatierte, dass jedes Jahr Tausende von Minderjährigen von Banden in England sexuell missbraucht würden.

### Innenausschuss des britischen Parlaments
Im Oktober 2012 kritisierte der Innenausschuss des britischen Parlaments den Polizeichef South Yorkshires, David Compton, und eine seiner höchsten Führungskräfte, Philip Etheridge, für ihren Umgang mit Kindesmissbrauch. Der Ausschuss untersuchte Beweise zu drei Mitgliedern einer Familie, die in Missbrauchsfälle von 61 Mädchen verwickelt, aber nicht verurteilt worden waren, sowie zu einem weiteren Fall mit einem anderen Verdächtigen. David Compton sagte, dass die „ethnische Herkunft“ kein Faktor bei der Entscheidung gewesen sei, ob gegen einen Verdächtigen ermittelt wurde. Der Ausschuss bekundete ferner, dass er wie die Öffentlichkeit ebenfalls sehr besorgt sei.
Im Januar 2013 wurde der Vorsitzende der Bezirksverwaltung, Martin Kimber, vor den Ausschuss geladen, wo er das Ausbleiben von Festnahmen wegen sexueller Ausbeutung trotz Durchführung mehrerer Untersuchungen und der Identifizierung von 58 jungen Mädchen erklären sollte. Der Parlamentarier Keith Vaz stellte überdies die Frage, warum nach der Verhaftung der fünf Männer im Jahre 2010 nicht mehr getan wurde: „In Lancashire gab es im vorletzten Jahr 100 Strafverfahren, in South Yorkshire gab es keine Strafverfolgungen.“ Die Bezirksverwaltungsbehörde entschuldigte sich für ihr „systemisches Versagen“, das die Opfer des Kindesmissbrauchs „im Stich gelassen“ hatte.

## Der Untersuchungsbericht
Am 26. August 2014 wurde der Bericht der unabhängigen Untersuchung der sexuellen Ausbeutung von Kindern in Rotherham von Alexis Jay vorgestellt. Er ergab, dass die Zahl der Kinder und Jugendlichen, die in Rotherham zwischen 1997 und 2013 sexuell missbraucht wurden, bei „konservativer Schätzung“ mindestens 1400 beträgt.
In von Jay vorgestellten Fallbeispielen geschah das Grooming der Schulmädchen meist durch junge männliche Mitglieder von Zuhältergangs. Sie beeindruckten die Mädchen, die vorwiegend aus zerrütteten Familien kamen und von ihren Eltern vernachlässigt wurden, mit schnellen Autos, Geschenken, kostenlosen Drogen und Liebesversprechen und sorgten dafür, dass sie den Kontakt zur Familie vollends verloren.
Laut dem Bericht wurden die Kinder ab einem Alter von elf Jahren „durch mehrere Täter entführt, in andere Städte in England gehandelt, vergewaltigt, geschlagen und eingeschüchtert“. Drei frühere Untersuchungen – durchgeführt 2002, 2003 und 2006 – hatten bereits ähnliche Ergebnisse erbracht, seien aber „wirkungsvoll unterdrückt“ worden, weil Beamte „den Daten nicht glaubten“. Das Untersuchungsteam fand Fälle von Kindern, „die mit Benzin übergossen wurden – wobei ihnen gedroht wurde, sie anzuzünden –, die mit Schusswaffen bedroht wurden, die bei brutalen gewalttätigen Vergewaltigungen zusehen mussten – wobei ihnen gedroht wurde, sie würden die nächsten sein, wenn sie jemandem davon erzählten“.
Der Bericht konstatiert ferner, dass „ein Mädchen, das auszusagen bereit war, einen Text erhielt, in dem stand, dass der Täter ihre jüngere Schwester in der Gewalt habe und die Wahl dessen, was dann geschehe, bei ihr liege“. Sie zog daraufhin ihre Aussage zurück. Mindestens zwei weitere Familien wurden von Tätergruppen terrorisiert. Letztere saßen in Autos vor der Wohnung der Familie, warfen Fensterscheiben ein und tätigten Drohanrufe. In einigen Fällen gingen die Opfer zum Täter zurück – in dem Glauben, dass dies der einzige Weg sei, ihre Eltern und andere Kinder in der Familie zu schützen. In den extremsten Fällen glaubte niemand in den Familien, dass die Behörden sie schützen könnten.
Obwohl von der Mehrheit der Täter bekannt war, dass sie asiatischer oder pakistanischer Herkunft sind, beschrieben sich mehrere Mitarbeiter der Behörde als nervös hinsichtlich der Ermittlung der ethnischen Herkunft der Täter – aus Angst davor, dass sie als Rassisten angesehen werden könnten; andere – worauf der Bericht hinweist – „erinnern sich an klare Anweisungen von ihren Vorgesetzten“, solche ethnisch bezogenen Angaben nicht vorzunehmen. Einem Mitarbeiter, der 2002 versuchte, bei hochrangigen Polizeibeamten auf den Anstieg dieser Missbrauchsfälle aufmerksam zu machen, wurde gesagt, dass er dies unterlassen solle; darüber hinaus wurde er anschließend suspendiert und ins Abseits gedrängt. In dem Bericht wurde ferner festgestellt, dass es der Polizei an Respekt für die Opfer mangelte, die als „unerwünscht“ angesehen wurden.

### Reaktionen
Mitglieder der britisch-pakistanischen Gemeinschaft verurteilten den sexuellen Missbrauch. Roger Stone von der Labour-Partei trat von seinem Amt als Vorsitzender des Borough councils zurück; er würde für „die so deutlich in dem Bericht beschriebenen historischen Verfehlungen“ die volle Verantwortung übernehmen. Nach Angaben von Rotherhams Chief Executive, Martin Kimber, drohen den Beamten Rotherhams keine disziplinarischen Konsequenzen.
Im Februar 2016 kritisierten der Hindu Council UK und die Sikh Federation (UK) die Medien und die Behörden, dass die Vergewaltiger-Gangs als „Asian“ bezeichnet wurden; dies sei ungenau und bringe andere ethnische Gruppen in Verruf. Wegen Political Correctness würden die Täter nicht als Pakistani Muslims bezeichnet.
Sarah Champion, Abgeordnete der Labour Party des Wahlkreises Rotherham, meinte, dass „Großbritannien ein Problem mit britisch-pakistanischen Männern hat“, und erklärte, politische Korrektheit habe das Problem verschärft. Der Fall stelle „einen organisierten Angriff auf weiße Kinder von Männern aus einer bestimmten ethnischen Gruppe“ dar. Beamte hätten jahrelang tatenlos zugesehen, weil sie „mehr Angst davor hatten, als Rassisten bezeichnet zu werden, als davor, Kindesmissbrauch zu übersehen“.

### Geburten von Kindern
Im Nachgang der Veröffentlichung des Untersuchungsberichts wurde zudem berichtet, dass infolge der bandenmäßigen Vergewaltigungen der minderjährigen Mädchen mehr als 100 Kinder geboren wurden. Einige der Kinder seien den Müttern von den Tätern weggenommen worden; andere von den Behörden, die die Kinder „zwangsweise“ zur Adoption freigaben. Überdies sei es zu einer Vielzahl von teils erzwungenen Abtreibungen und Fehlgeburten gekommen. In vielen Fällen seien die Behörden nicht eingeschritten, obwohl sich die betroffenen Mädchen an sie gewandt hätten.
Selbst in einem Fall, in dem die entsetzten Eltern einer 14-jährigen Schwangeren Polizei und Sozialbehörden um Hilfe baten, seien diese lange untätig geblieben. Stattdessen sei sie vom Täter zu einem Schwangerschaftsabbruch gezwungen worden, weil dieser einen DNS-Test fürchtete. Hiernach sei das Mädchen zwar bei Pflegeeltern untergebracht worden, aber der Täter habe sie erneut ausfindig gemacht und auch in der Obhut von Pflegeeltern und Behörden erneut tyrannisiert und geschwängert. Dieses Mal habe ihr der Täter die Schwangerschaft unter der Bedingung erlaubt, dass das Kind Moslem werde. Daher habe sie nach dem Willen des Täters während der Schwangerschaft unter anderem kein Schweinefleisch essen dürfen. Der Täter habe erst von ihr abgelassen, weil er wegen einer anderen Straftat, Körperverletzung an einem Dritten, ins Gefängnis kam. Nachdem er entlassen wurde, sei sie von ihm erneut bedroht worden.

## Urteile
Am 24. Februar 2016 wurden sechs Beteiligte an den Sexualstraftaten schuldig gesprochen. Die Urteile lauten auf gemeinschaftlich begangene Vergewaltigungen, Freiheitsberaubung und Zuhälterei an 15 Opfern. Das jüngste Opfer war erst elf Jahre alt. Drei Brüder und deren Onkel pakistanischer Herkunft erhielten langjährige Haftstrafen von zehn bis 35 Jahren. Der Anführer erhielt eine 35-jährige Haftstrafe. Zwei Komplizinnen wurden zu 13 Jahren bzw. zu 18 Monaten auf Bewährung verurteilt.
Das Urteil zog weitere Verfahren nach sich: Die National Crime Agency begann wegen 57 ermittelter Missbrauchsfälle mit Untersuchungen gegen 23 Personen und kündigte weitere Ermittlungen gegen andere Tatverdächtige an. Ein Anwalt aus Sheffield plante im Auftrag von 65 geschädigten Frauen eine Klage gegen das Rotherham Borough Council. Die Independent Police Complaints Commission ermittelte in 55 Fällen gegen mit der Strafverfolgung befasste Polizeibeamte, unter anderem wegen Untätigkeit und Korruption, und hatte am Tag des Urteils bereits 26 misconduct notices ausgesprochen.
Zusätzlich leitete Theresa May, zum damaligen Zeitpunkt Innenministerin, ein Verfahren ein, an dessen Ende den Verurteilten mit doppelter Staatsbürgerschaft ihre Britische Staatsbürgerschaft aberkannt werden soll.
Im Februar 2017 wurden sechs britisch-pakistanische Täter zu langjährigen Haftstrafen verurteilt.

## Vergleichbare Serien
Serien von bandenmäßigem sexuellen Missbrauch von Kindern und Jugendlichen, Kinderprostitution und Menschenhandel wurden im Verlauf der 2010er-Jahre auch in weiteren englischen Städten aufgedeckt, darunter in Rochdale, Oxford, Derby, Halifax und Newcastle upon Tyne, jeweils mit ähnlichem Muster und überwiegend pakistanischstämmigen Tätergruppen. Auch dort blieben die Behörden lange Zeit untätig und nahmen die Opfer nicht ernst.
Im Missbrauchsskandal von Telford war das Ausmaß mit schätzungsweise 1000 Opfern ähnlich groß wie in Rotherham; die ersten entsprechenden Taten wurden bereits in den 1980er-Jahren begangen. Seit den 1990er-Jahren waren die Missbrauchsfälle Sozialarbeitern bekannt, die Behörden blieben jedoch jahrzehntelang untätig. In Akten wurden die betroffenen Mädchen als „Prostituierte“ und nicht als Opfer von Missbrauch bezeichnet. Auch Ärzte, die Abtreibungen vornahmen, und Apotheker, die die „Pille danach“ verkauften, griffen nicht ein.

## Politische Konsequenzen
Sarah Champion wurde als Rassistin beschimpft und verlor einen Posten in der Labour-Partei. Sammy Woodhouse gründete eine Initiative für eine Gesetzesänderung, die als Sammy's Law bekannt wurde und vorsieht, dass Strafakten der Opfer gelöscht werden, da diese von den Tätern oft zu kriminellen Akten gezwungen wurden, um ihre Abhängigkeit zu vergrößern. Woodhouse setzt sich außerdem für ein Gesetz ein, das es Vergewaltigern verbieten soll, Kontakt zu ihren Kindern aufzunehmen. Der Parlamentsabgeordnete Tom Hunt forderte die Regierung im Mai 2020 auf, einen 2018 in Auftrag gegebenen Bericht zu grooming gangs zu veröffentlichen und verwies zugleich auf eine Petition mit dieser Forderung, die 123.600 Unterschriften erhalten hatte.